# Taryn-Jurjach (affluente dell'Indigirka)
Il Taryn-Jurjach (in russo Тарын-Юрях?) è un fiume della Siberia Orientale, affluente di destra dell'Indigirka. Scorre nella Sacha (Jacuzia), in Russia. 
Ha origine alle pendici settentrionali dei Monti del Chalkan dalla confluenza del fiume Kel'terkan con l'Ylbaja (proveniente dal lago omonimo). La lunghezza del fiume è di 63 km, l'area del suo bacino è di 3 370 km². Alla sua confluenza con il fiume Chastach (Tuora-Jurjach) ha origine l'Indigirka.